# Calum Chambers
Calum Chambers (ur. 20 stycznia 1995 w Petersfield) – angielski piłkarz, występujący na pozycji obrońcy w walijskim klubie Cardiff City. Trzykrotny reprezentant Anglii. Wychowanek Southampton.

## Kariera klubowa

### Southampton
Chambers rozpoczął swoją karierę w akademii piłkarskiej Southampton, gdzie dołączył w wieku siedmiu lat. Powoli wspinał się po kolejnych szczeblach juniorskiej kariery i na początku sezonu 2012/13 znalazł się w gronie czterech zawodników przesuniętych do pierwszej drużyny. Podczas przedsezonowych sparingów Chambers zanotował kilka występów, m.in. w Memorial Cup z Anderlechtem, a także przeciwko Étoile Carouge, Evian TG, Ajaksowi czy Wolverhampton. 28 sierpnia 2012 roku oficjalnie zadebiutował w barwach pierwszego zespołu podczas wygranego 4:1 spotkania 2. rundy pucharu ligi ze Stevenage. Na murawie pojawił się w 84. minucie w miejsce Deana Hammonda, a sześć minut później zanotował asystę przy bramce Bena Reevesa. Do końca rozgrywek nie wystąpił już ani razu.
31 lipca 2013 roku Chambers podpisał z Southampton nowy, czteroletni kontrakt. Pierwsze spotkanie w Premier League rozegrał 17 sierpnia 2013 roku, występując przez pełne 90 minut podczas pierwszego starcia sezonu 2013/14 z West Bromwich Albion, wygranego przez jego klub 1:0. W trakcie całych rozgrywek wystąpił w sumie w 24 meczach.

### Arsenal
28 lipca 2014 roku Chambers podpisał długoterminową umowę z Arsenalem, który za transfer zapłacił ok. 16 milionów funtów. Pierwszy występ w nowych barwach Chambers zanotował 2 sierpnia 2014 roku, wychodząc w podstawowym składzie na wygrane 5:1 spotkanie Emirates Cup z Benfiką. 10 sierpnia oficjalnie zadebiutował w barwach Arsenalu, grając przez pełne 90 minut w meczu o Tarczę Wspólnoty z Manchesterem City. Wystawiony został w miejsce Pera Mertesackera na pozycji stopera, zamiast na nominalnej dla siebie prawej stronie obrony. Mimo to swoim występem wywarł spore wrażenie na mediach, które chwaliły go za dojrzałość i zdyscyplinowanie pomimo młodego wieku. 16 sierpnia Chambers po raz pierwszy wystąpił w spotkaniu Arsenalu w Premier League. Wyszedł w podstawowym składzie i rozegrał cały, wygrany 2:1 mecz z Crystal Palace. Trzy dni później zadebiutował także w europejskich pucharach podczas zremisowanego 0:0 starcia Ligi Mistrzów z Beşiktaşem JK.

## Kariera reprezentacyjna
2 lutego 2012 roku zadebiutował w reprezentacji Anglii U-17, w meczu z Portugalią. W marcu zagrał we wszystkich meczach fazy elitarnej kwalifikacji do Mistrzostw Europy U-17 i strzelił bramkę w meczu z Ukrainą.
26 września 2012 zagrał swój pierwszy mecz w drużynie U-19, z Estonią.
3 września 2014 roku zadebiutował w dorosłej reprezentacji Anglii, w towarzyskim spotkaniu z Norwegią.

## Sukcesy

### Arsenal
- Puchar Anglii: 2014/15
- Tarcza Wspólnoty: 2014

### Reprezentacyjne
- Turniej w Tulonie: 2016

### Indywidualne
- Piłkarz sezonu w Fulham: 2018/19